# Eleccions a l'Assemblea Legislativa portuguesa de Cap Verd de 1973
Les eleccions a l'Assemblea Legislativa portuguesa de Cap Verd de 1973 es van dur a terme per primera i única vegada a la província ultramarina de Cap Verd pel març de 1973.

## Antecedents
El 2 de maig de 1972 l'Assemblea de la República Portuguesa va aprovar la Llei Orgànica dels Territoris d'Ultramar, que preveia una major autonomia per als territoris d'ultramar. A Cap Verd se li concedia una Assemblea Legislativa de 21 membres.
Es requeria que els candidats havien de ser ciutadans portuguesos que haguessin viscut a Cap Verd durant més de tres anys i ser capaços de llegir i escriure en portuguès. Cal als votants estar alfabetitzats. Com que la Constitució portuguesa d'aleshores havia prohibit els partits polítics, la majoria dels candidats eren propers a la governamental Acció Nacional Popular, encara que a algunes associacions civils se'ls va permetre presentar candidats.

## Resultats
D'una població total de 272.071 habitants, només se'n van registrar per votar 25.521 persones. Votaren un total de 20.942 persones, una participació del 82,1%.